# Cavall de Fergana

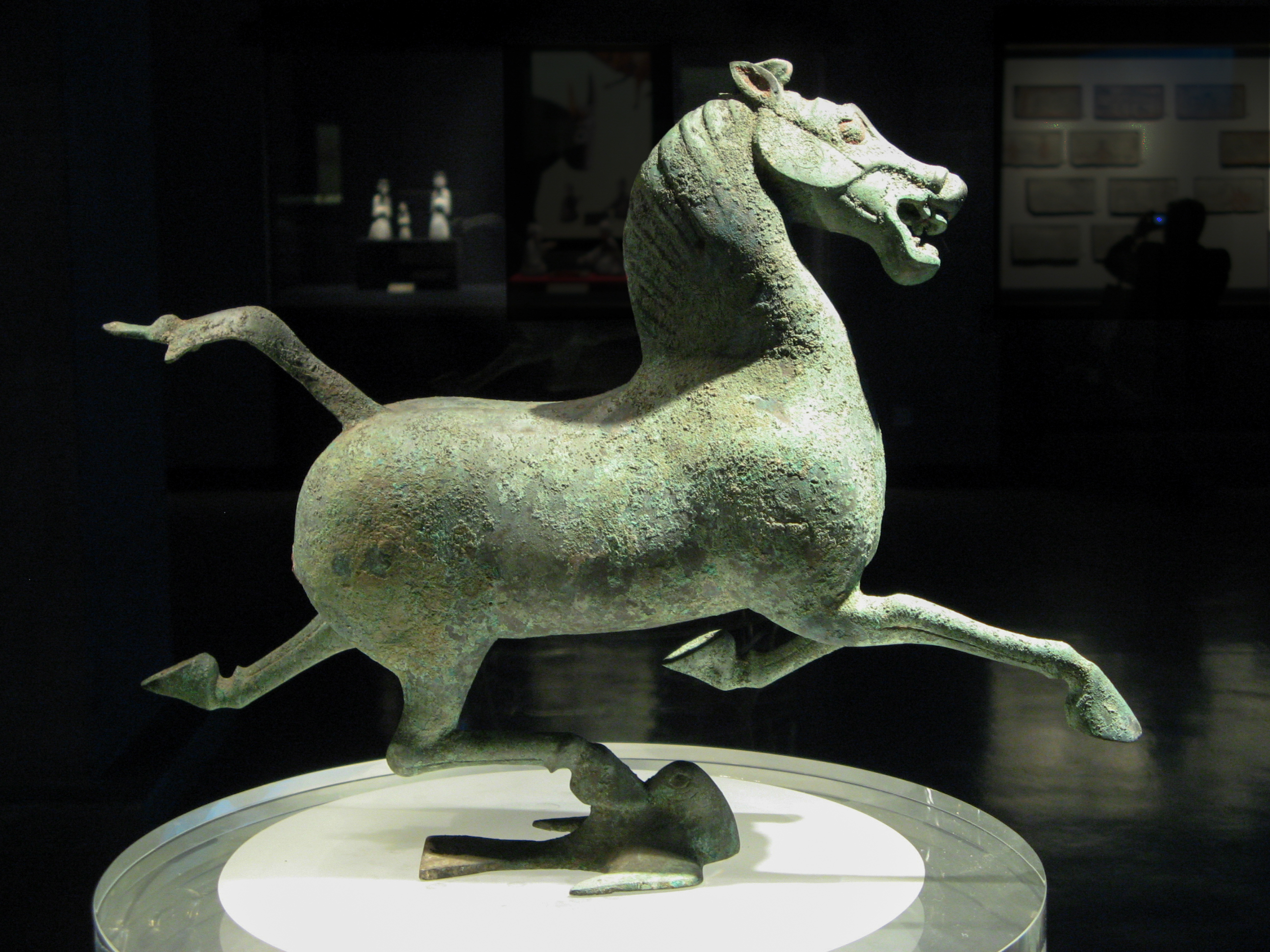
El cavall volador de Gansu, Han de l'est, bronze, Museu provincial de Gansu

El cavall de Fergana (xinès tradicional: 大宛馬 / 宛馬, pinyin: dàyuānmǎ/yuānmǎ, Wade-Giles: ta-yüan-ma / yüan-ma) era una raça equina que va protagonitzar una de les primeres importacions de cavalls més importants de la Xina, originaris de l'Àsia central. Aquests cavalls, tal com es mostren a les figures del sepulcre de la dinastia Tang en ceràmica pisa, "s'assemblen als animals de la medalla d'or d'Eucratides I, rei de Bactriana (Biblioteca Nacional de París)".
Segons els textos xinesos, aquesta mesura és el resultat de la voluntat de l'emperador Han Wudi, desitjós de protegir el comerç de caravanes al llarg de la ruta de la seda.

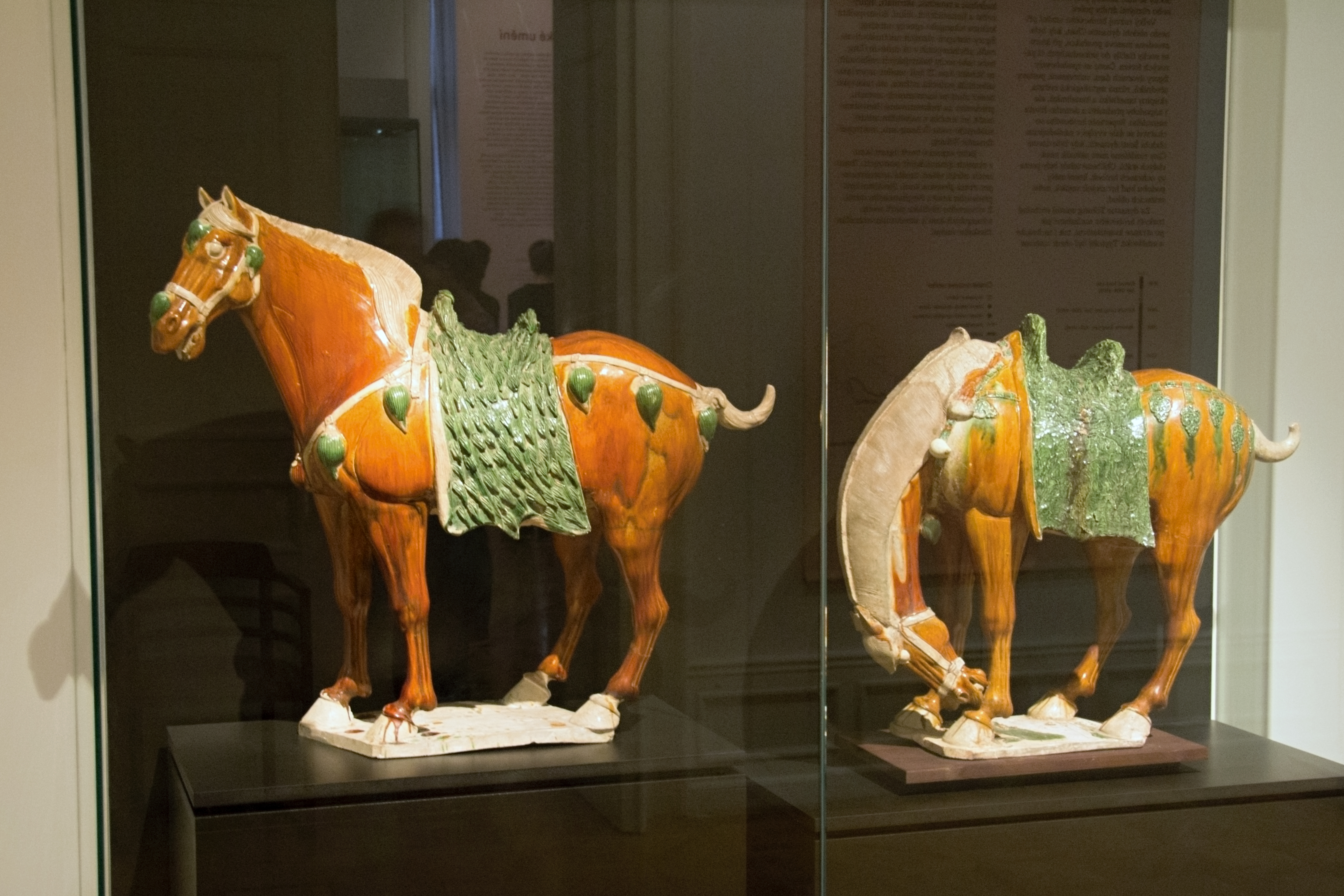
Dues ceràmica Sancai del sepulcre de la dinastia Tang, principis del

El cavall de Fergana també és conegut com el «cavall celestial» a la Xina o el Cavall niseu  a l'Oest de la Xina.

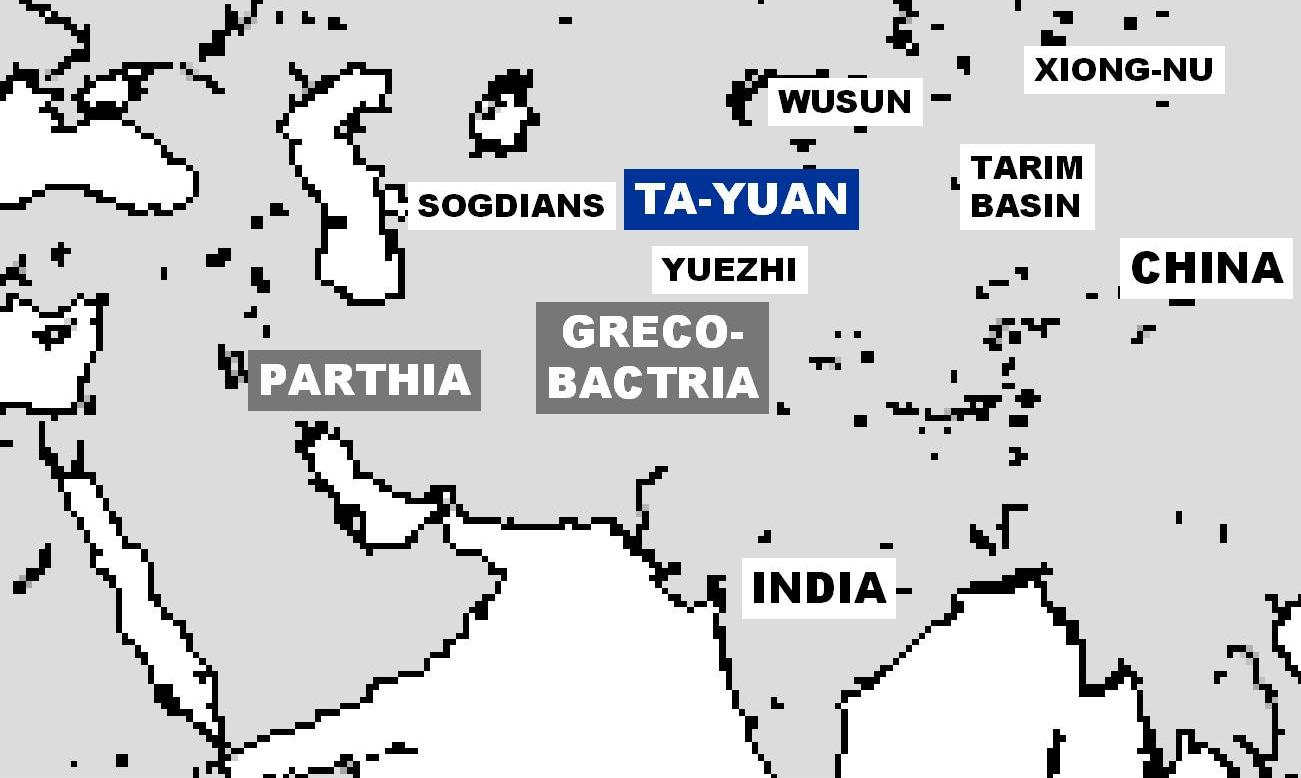
Mapa que mostra Dayuan a 130 aC

## Història antiga
La cria de cavalls a la vall de Fergana sembla que va desenvolupar-se molt aviat a l'Àsia central, des del I mil·lenni aC, per tal d'obtenir animals més grans i poder ser objecte d'ús per la cavalleria.
Dayuan, al nord de Bactriana, era una nació situada al centre de la vall de Fergana de l'Àsia central, que es retrotrau a la dinastia Han. La Xina va projectar el seu poder militar cap a aquesta zona per preservar la ruta comercial amb l'oest. El règim imperial de Han va demanar cavalls de Fergana i en va importar un nombre tan elevat que els governants de Fergana van tancar les fronteres per a aquest tipus de comerç. Aquella operació va donar lloc a una guerra que va guanyar la Xina. El 102 dC, els xinesos van requerir als derrotats de Fergana que proporcionessin almenys deu dels seus cavalls amb finalitats reproductives, i tres mil cavalls de Fergana de qualitat normal. Tot i així, segons el punt de vista dels Registres del Gran Historiador i el Llibre de Han no ofereixen cap descripció pels cavalls de Fergana, i, segons sembla, en aquestes cròniques, no es van fer servir en cap expedició i campanyes de Han conegudes.
Estàtues i pintures xineses, així com la moneda bactriana mostrada anteriorment, indiquen que aquests cavalls tenien potes proporcionalment curtes, potents crestes i peus rodons. Han Wudi volia equipar la seva cavalleria amb cavalls de qualitat, més grans que els ponis xinesos locals i capaços de portar un home amb armadura. Les avantguardes de les representacions xineses són molt rectes, s'assemblen al cavall Guoxia de l'actual Xina. Segons la tradició, aquells cavalls suaven sang, donant lloc al nom: «cavall que sua sang» (xinès tradicional: 汗血馬, pinyin: hànxuèmǎ). Les autoritats modernes creuen que els paràsits que xuclaven sang feien que la suor es barregés amb sang quan es treballava amb aquests cavalls.
 Els investigadors moderns, assenyala Mair, han trobat dues idees diferents [per a les referències antigues xineses als cavalls de Fergana "suaven sang"]. El primer suggereix que els petits vasos sanguinis subcutanis van esclatar mentre els cavalls van suportar un llarg galop dur. El segon teoritza que un nematode paràsit, Parafilaria multipapillosa, va desencadenar el fenomen. P. multipapillosa que es troba àmpliament distribuït a les estepes russes i que viu arrossegant-se als teixits subcutanis dels cavalls. Els nòduls de pell resultants sagnen sovint, de vegades de manera copiosa, donant lloc a una cosa que els veterinaris anomenen «sagnat estiuenc».

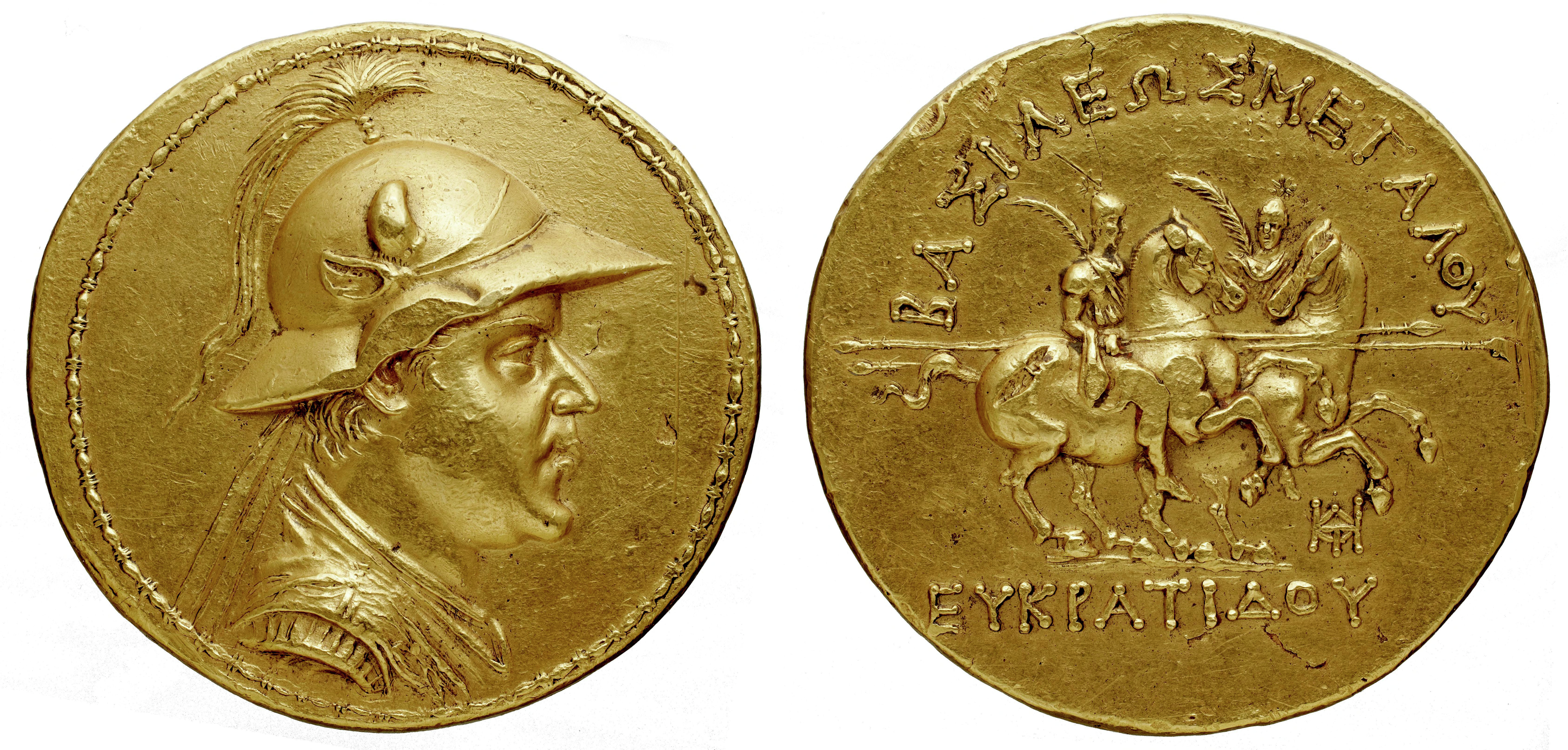
Moneda que mostra Eucratides I de Bactria i els Dioscuri.

Fa més de 2.000 anys dos exèrcits xinesos van viatjar 10.000 km a Fergana per trobar «Cavalls Celestials», les muntures de mes qualitat conegudes fins aleshores. Aquestes estaven aparentment infectades amb un cuc minúscul que els provocava "suar sang" per les ferides de la pell:
 Alguna vegada abans l'Emperador Wu de Han havia dividit el Llibre dels canvis (Yijing) i se li havia dit que «els cavalls divins han d'aparèixer des del nord-oest». Quan els Wu-sun van venir amb els seus cavalls, que eren d'una excel·lent raça, els va anomenar «cavalls celestials». Més tard, però, va obtenir els cavalls que suaven sang dels Dayuan [= Fergana], que eren encara més durs. Per tant, va canviar el nom dels cavalls de Wu-sun, anomenant-los «cavalls de l'extrem occidental», i va utilitzar el nom de «cavalls celestials» per als cavalls de Dayuan.
La P. multipapillosa es creu que va ser la causa de la «sudoració de sang» d'aquests famosos i molt desitjats cavalls de Fergana, que l'emperador Wu de Han Xina (Wudi) va anomenar «Cavalls celestials» (c . 113 aC). Va enviar un exèrcit de 40.000 homes a Fergana (la Guerra dels Cavalls Celestials), però menys de la meitat de l'exèrcit van arribar al seu destí. Esgotats, van ser derrotats. Un altre exèrcit de 60.000 homes va ser enviat el 103 aC, va trencar les muralles de la ciutat i va tallar el subministrament d'aigua després d'un setge de 40 dies. Tement la derrota imminent, els habitants van decapitar el seu rei i van presentar el seu cap al general Han, oferint-los que s'emportessin tants cavalls com volguessin. Després d'instal·lar un nou rei titella, els Han va marxar amb 3.000 cavalls, tot i que només en van quedar 1.000 quan van arribar a la Xina el 101 aC. La població de Fergana també va acordar enviar dos cavalls celestials a l'Emperador cada any, i les llavors de l'alfals va ser enviades a la Xina proporcionant pastures superiors per a la cria de cavalls que fins llavors existien a la Xina. Els xinesos necessitaven una bona cavalleria que pogués fer front als Xiongnu que amenaçaven el seu imperi.
La estatueta de bronze de la dinastia Han, el cavall volador Gansu, és probablement una representació d'aquesta raça.